# Trofaiach
Trofaiach là một đô thị thuộc huyện Leoben bang Steiermark, nước Áo. Đô thị Trofaiach có diện tích 143,25 km², dân số thời điểm cuối năm 2012 là 11.339 người.